# Liste der niederländischen Außenminister
Liste der niederländischen Außenminister seit 1848.
| Kabinett                                      | Periode   | Minister                                                 | Partei/ Strömung                | Amtszeit                                        |
| --------------------------------------------- | --------- | -------------------------------------------------------- | ------------------------------- | ----------------------------------------------- |
| Kabinett Schimmelpenninck                     | 1848      | Gerrit Schimmelpenninck                                  | konservativ                     |                                                 |
| Kabinett Schimmelpenninck                     | 1848      | Arnold Adolf Bentinck van Nijenhuis                      | —                               |                                                 |
| Kabinett De Kempenaer/Donker Curtius          | 1848–1849 | Leonardus Antonius Lightenvelt                           | konservativ, katholisch         | 21. November 1848 – 1. November 1849            |
| Kabinett Thorbecke I                          | 1849–1853 | Herman van Sonsbeeck                                     | liberal                         | 1. November 1849 – 16. Oktober 1852             |
| Kabinett Thorbecke I                          | 1849–1853 | Jacob van Zuylen van Nijevelt                            | liberal                         | 16. Oktober 1852 – 19. April 1853               |
| Kabinett Van Hall/Donker Curtius              | 1853–1856 | Floris Adriaan van Hall                                  | konservativ, liberal            | 19. April 1853 – 1. Juli 1856                   |
| Kabinett Van der Brugghen                     | 1856–1858 | Daniël Théodore Gevers van Endegeest                     | konservativ                     | 1. Juli 1856 – 18. März 1858                    |
| Kabinett Rochussen                            | 1858–1860 | Jan Karel van Goltstein                                  | konservativ, liberal            | 18. März 1858 – 23. Februar 1860                |
| Kabinett Van Hall/Van Heemstra                | 1860–1861 | Floris Adriaan van Hall                                  | konservativ, liberal            | 23. Februar 1860 – 4. April 1860                |
| Kabinett Van Hall/Van Heemstra                | 1860–1861 | Julius van Zuylen van Nijevelt                           |                                 | 8. März 1860 – 14. Januar 1861                  |
| Kabinett Van Hall/Van Heemstra                | 1860–1861 | Louis Napoleon Baron van der Goes van Dirxland           | konservativ                     | 14. Januar 1861 – 14. März 1861                 |
| Kabinett Van Zuylen van Nijevelt/Van Heemstra | 1861–1862 | Jacob van Zuylen van Nijevelt                            | konservativ                     | 14. März 1861 – 10. November 1861               |
| Kabinett Van Zuylen van Nijevelt/Van Heemstra | 1861–1862 | Martin Pascal Hubert Strens                              | liberal                         | 10. November 1861 – 31. Januar 1862             |
| Kabinett Thorbecke II                         | 1862–1866 | Anthony Jan Lucas Baron Stratenus                        | —                               | 1. Februar 1862 – 13. März 1862                 |
| Kabinett Thorbecke II                         | 1862–1866 | Paul Therèse van der Maesen de Sombreff                  | liberal                         | 13. März 1862 – 2. Januar 1864                  |
| Kabinett Thorbecke II                         | 1862–1866 | Willem Johan Cornelis ridder Huyssen van Kattendijke     | liberal                         | 2. Januar 1864 – 15. März 1864                  |
| Kabinett Thorbecke II                         | 1862–1866 | Epimachus Jacobus Johannes Baptista Cremers              | liberal                         | 15. März 1864 – 10. Februar 1866                |
| Kabinett Fransen van de Putte                 | 1866      | Epimachus Jacobus Johannes Baptista Cremers              | liberal                         | 10. Februar 1866 – 1. Juni 1866                 |
| Kabinett Van Zuylen van Nijevelt              | 1866–1868 | Julius van Zuylen van Nijevelt                           | konservativ                     | 1. Juni 1866 – 4. Juni 1868                     |
| Kabinett Van Bosse/Fock                       | 1868–1871 | Joannes Josephus van Mulken                              | liberal                         | 4. Juni 1868 – 8. Juni 1868                     |
| Kabinett Van Bosse/Fock                       | 1868–1871 | Theodorus Marinus Roest van Limburg                      | liberal                         | 8. Juni 1968 – 12. Dezember 1870                |
| Kabinett Van Bosse/Fock                       | 1868–1871 | Joannes Josephus van Mulken                              | liberal                         | 12. Dezember 1870 – 4. Januar 1871              |
| Kabinett Thorbecke III                        | 1871–1872 | Joseph Louis Heinrich Alfred Baron Gericke van Herwijnen | liberal                         | 4. Januar 1871 – 27. August 1874                |
| Kabinett De Vries/Fransen van de Putte        | 1872–1874 | Joseph Louis Heinrich Alfred Baron Gericke van Herwijnen | liberal                         | 4. Januar 1871 – 27. August 1874                |
| Kabinett Heemskerk/Van Lynden van Sandenburg  | 1874–1877 | Pieter Joseph August Marie van der Does de Willebois     | konservativ, katholisch         | 27. August 1874 – 3. November 1877              |
| Kabinett Kappeyne van de Coppello             | 1877–1879 | Willem van Heeckeren van Kell                            | liberal                         | 3. November 1877 – 20. August 1879              |
| Kabinett Van Lynden van Sandenburg            | 1879–1883 | Constantijn Theodoor van Lynden van Sandenburg           | konservativ, protestantisch     | 19. August 1879 – 15. September 1881            |
| Kabinett Van Lynden van Sandenburg            | 1879–1883 | Willem Frederik Rochussen                                | Konservativ, liberal            | 15. September 1881 – 23. April 1883             |
| Kabinett Heemskerk Azn.                       | 1883–1888 | Pieter Joseph August Marie van der Does de Willebois     | konservativ, katholisch         | 23. April 1883 – 1. November 1885               |
| Kabinett Heemskerk Azn.                       | 1883–1888 | Marc Willem Baron du Tour van Bellinchave                | konservativ                     | 10. August 1885 – 1. November 1885 (komm.)      |
| Kabinett Heemskerk Azn.                       | 1883–1888 | Abraham van Karnebeek                                    | konservativ, liberal            | 1. November 1885 – 21. April 1888               |
| Kabinett Mackay                               | 1888–1891 | Cornelis Hartsen                                         | konservativ                     | 21. April 1888 – 21. August 1891                |
| Kabinett Van Tienhoven                        | 1891–1894 | Gijsbert van Tienhoven                                   | liberal                         | 21. August 1891 – 21. März 1894                 |
| Kabinett Van Tienhoven                        | 1891–1894 | Joannes Coenraad Jansen                                  | Liberale Unie                   | 21. März 1894 – 8. Mai 1894                     |
| Kabinett Röell                                | 1894–1897 | Joan Röell                                               | Vrije Liberalen                 | 9. Mai 1894 – 27. Juli 1897                     |
| Kabinett Pierson                              | 1897–1901 | Willem Hendrik de Beaufort                               | Vrije Liberalen                 | 27. Juli 1897 – 1. August 1901                  |
| Kabinett Kuyper                               | 1901–1905 | Robert Melvil Baron van Lynden                           | ARP                             | 1. August 1901 – 9. März 1905                   |
| Kabinett Kuyper                               | 1901–1905 | Abraham George Ellis                                     | parteilos                       | 9. März 1905 – 22. April 1905                   |
| Kabinett Kuyper                               | 1901–1905 | Willem Marcus van Weede van Berencamp                    | parteilos                       | 22. April 1905 – 7. August 1905                 |
| Kabinett Kuyper                               | 1901–1905 | Abraham George Ellis                                     | parteilos                       | 7. August 1905 – 16. August 1905                |
| Kabinett De Meester                           | 1905–1908 | Dirk Arnold Willem van Tets van Goudriaan                | parteilos, liberal              | 17. August 1905 – 12. Februar 1908              |
| Kabinett Heemskerk                            | 1908–1913 | Reneke de Marees van Swinderen                           | —                               | 12. Februar 1908 – 29. August 1913              |
| Kabinett Cort van der Linden                  | 1913–1918 | Pieter Cort van der Linden                               | parteilos, liberal              | 29. August 1913 – 27. September 1913            |
| Kabinett Cort van der Linden                  | 1913–1918 | John Loudon                                              | parteilos, liberal              | 27. September 1913 – 9. September 1918          |
| Kabinett Ruijs de Beerenbrouck I              | 1918–1922 | Herman Adriaan van Karnebeek                             | parteilos, liberal              | 9. September 1918 – 1. April 1927               |
| Kabinett Ruijs de Beerenbrouck II             | 1922–1925 | Herman Adriaan van Karnebeek                             | parteilos, liberal              | 9. September 1918 – 1. April 1927               |
| Kabinett Colijn I                             | 1925–1926 | Herman Adriaan van Karnebeek                             | parteilos, liberal              | 9. September 1918 – 1. April 1927               |
| Kabinett De Geer I                            | 1926–1929 | Herman Adriaan van Karnebeek                             | parteilos, liberal              | 9. September 1918 – 1. April 1927               |
|                                               | 1926–1929 | Frans Beelaerts van Blokland                             | CHU                             | 8. März 1926 – 20. April 1933                   |
| Kabinett Ruijs de Beerenbrouck III            | 1929–1933 | Frans Beelaerts van Blokland                             | CHU                             | 8. März 1926 – 20. April 1933                   |
| Kabinett Ruijs de Beerenbrouck III            | 1929–1933 | Charles Ruijs de Beerenbrouck                            | Roomsch-Katholieke Staatspartij | 20. April 1933 – 26. Mai 1933                   |
| Kabinett Colijn II                            | 1933–1937 | Andries Cornelis Dirk de Graeff                          | liberal, parteilos              | 27. Mai 1933 – 23. Juni 1937                    |
| Kabinett Colijn III                           | 1933–1937 | Andries Cornelis Dirk de Graeff                          | liberal, parteilos              | 27. Mai 1933 – 23. Juni 1937                    |
| Kabinett Colijn IV                            | 1937–1939 | Hendrik Colijn                                           | ARP                             | 24. Juni 1937 – 1. Oktober 1937                 |
| Kabinett Colijn IV                            | 1937–1939 | Jacob Adriaan Nicolaas Patijn                            | liberal, parteilos              | 1. Oktober 1937 – 25. Juli 1939                 |
| Kabinett Colijn V                             | 1939      | Jacob Adriaan Nicolaas Patijn                            | liberal, parteilos              | 1. Oktober 1937 – 25. Juli 1939                 |
| Kabinett De Geer II                           | 1939–1940 | Eelco Nicolaas van Kleffens                              | parteilos                       | 25. Juli 1939 – 1. März 1946                    |
| Kabinett Gerbrandy I                          | 1940–1941 | Eelco Nicolaas van Kleffens                              | parteilos                       | 25. Juli 1939 – 1. März 1946                    |
| Kabinett Gerbrandy II                         | 1941–1945 | Eelco Nicolaas van Kleffens                              | parteilos                       | 25. Juli 1939 – 1. März 1946                    |
| Kabinett Gerbrandy III                        | 1945      | Eelco Nicolaas van Kleffens                              | parteilos                       | 25. Juli 1939 – 1. März 1946                    |
| Kabinett Schermerhorn/Drees                   | 1945–1946 | Eelco Nicolaas van Kleffens                              | parteilos                       | 25. Juli 1939 – 1. März 1946                    |
| Kabinett Schermerhorn/Drees                   | 1945–1946 | Jan Herman van Roijen                                    | liberal, parteilos              | 1. März 1946 – 3. Juli 1946                     |
| Kabinett Beel I                               | 1946–1948 | Pim van Boetzelaer van Oosterhout                        | parteilos                       | 3. Juli 1946 – 7. August 1948                   |
| Kabinett Drees/Van Schaik                     | 1948–1951 | Dirk Stikker                                             | VVD                             | 7. August 1948 – 2. September 1952              |
| Kabinett Drees I                              | 1951–1952 | Dirk Stikker                                             | VVD                             | 7. August 1948 – 2. September 1952              |
| Kabinett Drees II                             | 1952–1956 | Johan Willem Beyen                                       | parteilos                       | 2. September 1952 – 13. Oktober 1956            |
| Kabinett Drees III                            | 1956–1958 | Joseph Luns                                              | KVP                             | 13. Oktober 1956 – 6. Juli 1971                 |
| Kabinett Beel II                              | 1958–1959 | Joseph Luns                                              | KVP                             | 13. Oktober 1956 – 6. Juli 1971                 |
| Kabinett De Quay                              | 1959–1963 | Joseph Luns                                              | KVP                             | 13. Oktober 1956 – 6. Juli 1971                 |
| Kabinett Marijnen                             | 1963–1965 | Joseph Luns                                              | KVP                             | 13. Oktober 1956 – 6. Juli 1971                 |
| Kabinett Cals                                 | 1965–1966 | Joseph Luns                                              | KVP                             | 13. Oktober 1956 – 6. Juli 1971                 |
| Kabinett Zijlstra                             | 1966–1967 | Joseph Luns                                              | KVP                             | 13. Oktober 1956 – 6. Juli 1971                 |
| Kabinett De Jong                              | 1967–1971 | Joseph Luns                                              | KVP                             | 13. Oktober 1956 – 6. Juli 1971                 |
| Kabinett Biesheuvel                           | 1971–1973 | Norbert Schmelzer                                        | KVP                             | 6. Juli 1971 – 11. Mai 1973                     |
| Kabinett Den Uyl                              | 1973–1977 | Max van der Stoel                                        | PvdA                            | 11. Mai 1973 – 19. Dezember 1977                |
| Kabinett Van Agt I                            | 1977–1981 | Chris van der Klaauw                                     | VVD                             | 19. Dezember 1977 – 11. September 1981          |
| Kabinett Van Agt II                           | 1981–1982 | Max van der Stoel                                        | PvdA                            | 11. September 1981 – 29. Mai 1982               |
| Kabinett Van Agt III                          | 1982      | Dries van Agt                                            | CDA                             | 29. Mai 1982 – 4. November 1982                 |
| Kabinett Lubbers I                            | 1982–1986 | Hans van den Broek                                       | CDA                             | 4. November 1982 – 3. Januar 1993               |
| Kabinett Lubbers II                           | 1986–1989 | Hans van den Broek                                       | CDA                             | 4. November 1982 – 3. Januar 1993               |
| Kabinett Lubbers III                          | 1989–1994 | Pieter Kooijmans                                         | CDA                             | 2. Januar 1993 – 22. August 1994                |
| Kabinett Kok I                                | 1994–1998 | Hans van Mierlo                                          | D66                             | 22. August 1994 – 3. August 1998                |
| Kabinett Kok II                               | 1998–2002 | Jozias van Aartsen                                       | VVD                             | 3. August 1998 – 22. Juli 2002                  |
| Kabinett Balkenende I                         | 2002–2003 | Jaap de Hoop Scheffer                                    | CDA                             | 16. Oktober 2002 – 27. Mai 2003                 |
| Kabinett Balkenende II                        | 2003–2006 | Jaap de Hoop Scheffer                                    | CDA                             | 16. Oktober 2002 – 3. Dezember 2003             |
| Kabinett Balkenende II                        | 2003–2006 | Ben Bot                                                  | CDA                             | 3. Dezember 2003 – 22. Februar 2007             |
| Kabinett Balkenende III                       | 2006–2007 | Ben Bot                                                  | CDA                             | 3. Dezember 2003 – 22. Februar 2007             |
| Kabinett Balkenende IV                        | 2007–2010 | Maxime Verhagen                                          | CDA                             | 22. Februar 2007 – 14. Oktober 2010             |
| Kabinett Rutte I                              | 2010–2012 | Uri Rosenthal                                            | VVD                             | 14. Oktober 2010 – 5. November 2012             |
| Kabinett Rutte II                             | 2014–2017 | Frans Timmermans                                         | PvdA                            | 5. November 2012 – 17. Oktober 2014             |
| Kabinett Rutte II                             | 2014–2017 | Bert Koenders                                            | PvdA                            | 17. Oktober 2014 – 26. Oktober 2017             |
| Kabinett Rutte III                            | 2017–2022 | Halbe Zijlstra                                           | VVD                             | 26. Oktober 2017 – 13. Februar 2018             |
| Kabinett Rutte III                            | 2017–2022 | Sigrid Kaag                                              | D66                             | 13. Februar 2018 – 7. März 2018 (komm.)         |
| Kabinett Rutte III                            | 2017–2022 | Stef Blok                                                | VVD                             | 7. März 2018 – 24. Mai 2021                     |
| Kabinett Rutte III                            | 2017–2022 | Sigrid Kaag                                              | D66                             | 24. Mai 2021 – 17. September 2021               |
| Kabinett Rutte III                            | 2017–2022 | Tom de Bruijn                                            | D66                             | 17. September 2021 – 24. September 2021 (komm.) |
| Kabinett Rutte III                            | 2017–2022 | Ben Knapen                                               | CDA                             | 24. September 2021 – 10. Januar 2022            |
| Kabinett Rutte IV                             | 2022–2024 | Wopke Hoekstra                                           | CDA                             | 10. Januar 2022 – 1. September 2023             |
| Kabinett Rutte IV                             | 2022–2024 | Liesje Schreinemacher                                    | VVD                             | 1. September 2023 – 5. September 2023 (komm.)   |
| Kabinett Rutte IV                             | 2022–2024 | Hanke Bruins Slot                                        | CDA                             | 5. September 2023 – 2. Juli 2024                |
| Kabinett Schoof                               | 2024–     | Caspar Veldkamp                                          | NSC                             | 2. Juli 2024 – aktuell                          |